# World Seniors Championship
O World Seniors Championship ou Campeonato Mundial Sênior é um torneio de snooker por convite para seniores. O evento foi criado em 1991 e faz parte da Snooker Main Tour, a turnê mundial sênior da categoria.

## História
O evento foi realizado pela primeira vez em 1991 e contou com a participação de 16 jogadores, todos eles com mais de 40 anos. Os jogos da edição inaugural foram realizados no Trentham Gardens em Stoke-on-Trent com patrocínio da Matchroom. A final foi disputada entre os dois jogadores mais bem ranqueados, com vitória do galês Cliff Wilson sobre o inglês Eddie Charlton por 5–4, que tornou-se o primeiro campeão do torneio. Depois de uma pausa de quase 20 anos, o evento foi ressuscitado em 2010, mas o número de participantes foi reduzido para 9 jogadores e acabou mudando-se para Bradford. A segunda edição foi patrocinada pela Wyldecrest Park Homes, que permaneceu como patrocinadora até 2012.
Na edição de 2011, a idade mínima dos competidores sofreu um acréscimo, indo de 40 para 45 anos, e a sede foi transferida para East of England Showground em Peterborough. Todas as partidas foram no melhor de 3 frames, foi introduzido um limite de 30 segundos para cada tacada após dez minutos de jogo e a regra da falta foi alterada para que a "bola na mão" fosse possível para qualquer lugar da mesa após a terceira falha. Quanto aos participantes, o mesmo foi aumentado para 16 jogadores, sendo 12 convidados e quatro advindos de uma fase de qualificação. Em 2012, o evento foi transferido para o Mountbatten Centre em Portsmouth. Em 2013, o número de vagas da qualificação foi reduzido para dois, e o evento foi patrocinado pelo 888casino.com. O escocês Stephen Hendry tornou-se elegível para o torneio durante a temporada de 2013–14, quando fez 45 anos. Na temporada de 2014–15, o evento foi transferido para a segunda metade da temporada e realizou-se na Circus Arena em Blackpool. A partir dessa edição, a idade mínima para o evento voltou a ser 40 anos. Todos os ex-campeões mundiais seniores e campeões mundiais de snooker, que se inscreveram para o evento, foram chaveados diretamente no Blackpool, e as vagas restantes foram preenchidas por meio de um evento de qualificação.
Em 2017 e 2018, o torneio contou com a participação de jogadores de fora da tour com 40 anos ou mais no início do ano. O jersiano Aaron Canavan ganhou o torneio de 2018.

## Campeões
| Ano  | Campeão       | Vice-campeão    | Placar | Local          | Temporada | Ref.   |
| ---- | ------------- | --------------- | ------ | -------------- | --------- | ------ |
| 1991 | Cliff Wilson  | Eddie Charlton  | 5–4    | Stoke-on-Trent | 1991–92   | [ 2 ]  |
| 2010 | Jimmy White   | Steve Davis     | 4–1    | Bradford       | 2010–11   | [ 3 ]  |
| 2011 | Darren Morgan | Steve Davis     | 2–1    | Peterborough   | 2011–12   | [ 6 ]  |
| 2012 | Nigel Bond    | Tony Chappel    | 2–0    | Portsmouth     | 2012–13   | [ 8 ]  |
| 2013 | Steve Davis   | Nigel Bond      | 2–1    | Portsmouth     | 2013–14   | [ 9 ]  |
| 2015 | Mark Williams | Fergal O'Brien  | 2–1    | Blackpool      | 2014–15   | [ 12 ] |
| 2016 | Mark Davis    | Darren Morgan   | 2–1    | Preston        | 2015–16   | [ 16 ] |
| 2017 | Peter Lines   | John Parrott    | 4–0    | Scunthorpe     | 2016–17   | [ 17 ] |
| 2018 | Aaron Canavan | Patrick Wallace | 4–3    | Scunthorpe     | 2017–18   | [ 15 ] |
| 2019 | Jimmy White   | Darren Morgan   | 5–3    | Sheffield      | 2019–20   |        |